# Općina Cerklje na Gorenjskem
Općina Cerklje na Gorenjskem (slo.:Občina Cerklje na Gorenjskem) je općina na sjeveru Slovenije u pokrajini Gorenjskoj i statističkoj regiji Gorenjskoj. Središte općine je naselje Cerklje na Gorenjskem s 1.438 stanovnika. 

## Zemljopis
Općina Cerklje na Gorenjskem nalazi se na sjeveru Slovenije. Općina se nalazi u podnožju alpskog planinskog masiva. Sjevernim dijelom općine pružaju se Kamniške Alpe, dok se pri jugu tlo spušta ka dolini rijeke Save. Nizinski dio je pogodan za život i tu su smještena naselja općine.
U nižim krajevima općine vlada umjereno kontinentalna klima, dok u višim krajevima vlada njena oštrija, planinska varijanta.
U općini nema većih vodotoka. Mali vodotoci su pritoci rijeke Save.

## Naselja u općini
Adergas, Ambrož pod Krvavcem, Apno, Cerkljanska Dobrava, Cerklje na Gorenjskem, Dvorje, Češnjevek, Glinje, Grad, Lahovče, Poženik, Praprotna Polica, Pšata, Pšenična Polica, Ravne, Sidraž, Spodnji Brnik, Stiška vas, Sveti Lenart, Šenturška Gora, Šmartno, Štefanja Gora, Trata pri Velesovem, Vašca, Velesovo, Viševca, Vopovlje, Vrhovje, Zalog pri Cerkljah, Zgornji Brnik,

## Vanjske poveznice
- Službena stranica općine